# Élections législatives de 2007 dans le Lot
Les élections législatives françaises de 2007 se déroulent les 10 et 17 juin 2007. Dans le département du Lot, deux députés sont à élire dans le cadre de deux circonscriptions.

## Élus
| Circonscription | Député sortant   | Parti | Parti | Député élu ou réélu | Parti | Parti |
| --------------- | ---------------- | ----- | ----- | ------------------- | ----- | ----- |
| 1re             | Michel Roumégoux |       | UMP   | Dominique Orliac    |       | PRG   |
| 2e              | Jean Launay      |       | PS    | Jean Launay         |       | PS    |

## Résultats

### Résultats à l'échelle du département
| Parti                                   | Parti                               | Premier tour | Premier tour | Second tour | Second tour | Sièges |
| Parti                                   | Parti                               | Voix         | %            | Voix        | %           | Sièges |
| --------------------------------------- | ----------------------------------- | ------------ | ------------ | ----------- | ----------- | ------ |
|                                         | Parti socialiste                    | 18 472       | 20,71        | 25 983      | 28,28       | 1      |
|                                         | Parti radical de gauche             | 16 685       | 18,71        | 26 417      | 28,75       | 1      |
|                                         | Parti communiste français           | 3 751        | 4,21         |             |             | 0      |
|                                         | Les Verts                           | 1 471        | 1,65         | 0           |             |        |
|                                         | Gauche parlementaire                | 40 379       | 45,28        | 52 400      | 57,03       | 2      |
|                                         |                                     |              |              |             |             |        |
|                                         | Union pour un mouvement populaire   | 31 481       | 35,30        | 39 485      | 42,97       | 0      |
|                                         | Mouvement pour la France            | 994          | 1,11         |             |             | 0      |
|                                         | Nouveau centre                      | 228          | 0,26         | 0           |             |        |
|                                         | Majorité présidentielle             | 32 703       | 36,67        | 39 485      | 42,97       | 0      |
|                                         |                                     |              |              |             |             |        |
|                                         | UDF–Mouvement démocrate             | 6 294        | 7,06         |             |             | 0      |
|                                         | Extrême gauche dont LCR, LO et PT   | 3 525        | 3,95         | 0           |             |        |
|                                         | Chasse, pêche, nature et traditions | 2 066        | 2,32         | 0           |             |        |
|                                         | Front national                      | 1 942        | 2,18         | 0           |             |        |
|                                         | Divers                              | 1 899        | 2,13         | 0           |             |        |
|                                         | Mouvement national républicain      | 367          | 0,41         | 0           |             |        |
|                                         |                                     |              |              |             |             |        |
| Inscrits                                | Inscrits                            | 133 486      | 100,00       | 133 390     | 100,00      | 2      |
| Abstentions                             | Abstentions                         | 41 980       | 31,45        | 38 411      | 28,8        |        |
| Votants                                 | Votants                             | 91 506       | 68,55        | 94 979      | 71,2        |        |
| Blancs et nuls                          | Blancs et nuls                      | 2 331        | 2,55         | 3 094       | 3,26        |        |
| Exprimés                                | Exprimés                            | 89 175       | 97,45        | 91 885      | 96,74       |        |
| Source : Ministère de l'Intérieur - Lot |                                     |              |              |             |             |        |

### Résultats par circonscription

#### Première circonscription (Cahors)
| Candidat       | Candidat                 | Parti          | Premier tour | Premier tour | Second tour | Second tour |  |
| Candidat       | Candidat                 | Parti          | Voix         | %            | Voix        | %           |  |
| -------------- | ------------------------ | -------------- | ------------ | ------------ | ----------- | ----------- |  |
|                | Michel Roumégoux sortant | UMP            | 16 895       | 36,75        | 21 638      | 45,03       |  |
|                | Dominique Orliac élue    | PRG (PS)       | 16 685       | 36,3         | 26 417      | 54,97       |  |
|                | Agnès Sindou-Faurie      | UDF–MoDem      | 3 911        | 8,51         |             |             |  |
|                | Serge Laybros            | PCF            | 2 577        | 5,61         |             |             |  |
|                | Yannick Lacoste          | LCR            | 1 391        | 3,03         |             |             |  |
|                | Antoine Belou            | FN             | 1 084        | 2,36         |             |             |  |
|                | André Laporte            | CPNT           | 1 073        | 2,33         |             |             |  |
|                | Joël Encontre            | S&P            | 766          | 1,67         |             |             |  |
|                | Dominique Dargère        | Divers         | 622          | 1,35         |             |             |  |
|                | Cyril Walter             | MPF            | 372          | 0,81         |             |             |  |
|                | Michel Picard            | LO             | 262          | 0,57         |             |             |  |
|                | Jeanine Boulais          | MNR            | 190          | 0,41         |             |             |  |
|                | Frédéric Vanderplancke   | AL             | 141          | 0,31         |             |             |  |
|                |                          |                |              |              |             |             |  |
| Inscrits       | Inscrits                 | Inscrits       | 68 789       | 100,00       | 68 790      | 100,00      |  |
| Abstentions    | Abstentions              | Abstentions    | 21 748       | 31,62        | 19 101      | 27,77       |  |
| Votants        | Votants                  | Votants        | 47 041       | 68,38        | 49 689      | 72,23       |  |
| Blancs et nuls | Blancs et nuls           | Blancs et nuls | 1 072        | 2,28         | 1 634       | 3,29        |  |
| Exprimés       | Exprimés                 | Exprimés       | 45 969       | 97,72        | 48 055      | 96,71       |  |

#### Deuxième circonscription (Figeac)
| Candidat       | Candidat                  | Parti          | Premier tour | Premier tour | Second tour | Second tour |  |
| Candidat       | Candidat                  | Parti          | Voix         | %            | Voix        | %           |  |
| -------------- | ------------------------- | -------------- | ------------ | ------------ | ----------- | ----------- |  |
|                | Jean Launay sortant réélu | PS             | 18 472       | 42,75        | 25 983      | 59,28       |  |
|                | Monique Martignac         | UMP            | 14 586       | 33,76        | 17 847      | 40,72       |  |
|                | Édouard de Broglie        | UDF–MoDem      | 2 383        | 5,52         |             |             |  |
|                | Antoine Soto              | Les Verts      | 1 471        | 3,4          |             |             |  |
|                | Christophe Schimmel       | PCF            | 1 174        | 2,72         |             |             |  |
|                | Nathalie Gaspard          | LCR            | 1 136        | 2,63         |             |             |  |
|                | Chantal Delmas            | CPNT           | 993          | 2,3          |             |             |  |
|                | Danièle Vallée            | FN             | 858          | 1,99         |             |             |  |
|                | Thierry Vigreux           | MPF            | 622          | 1,44         |             |             |  |
|                | Michel Chérance           | Divers         | 370          | 0,86         |             |             |  |
|                | Jean-Marc Isnard          | LO             | 299          | 0,69         |             |             |  |
|                | Jean-Claude Soulié        | diss. PCF      | 272          | 0,63         |             |             |  |
|                | Marc Bisson               | NC             | 228          | 0,53         |             |             |  |
|                | Guy Causse                | MNR            | 177          | 0,41         |             |             |  |
|                | Alain Rey                 | PT             | 165          | 0,38         |             |             |  |
|                |                           |                |              |              |             |             |  |
| Inscrits       | Inscrits                  | Inscrits       | 64 697       | 100,00       | 64 600      | 100,00      |  |
| Abstentions    | Abstentions               | Abstentions    | 20 232       | 31,27        | 19 310      | 29,89       |  |
| Votants        | Votants                   | Votants        | 44 465       | 68,73        | 45 290      | 70,11       |  |
| Blancs et nuls | Blancs et nuls            | Blancs et nuls | 1 259        | 2,83         | 1 460       | 3,22        |  |
| Exprimés       | Exprimés                  | Exprimés       | 43 206       | 97,17        | 43 830      | 96,78       |  |